# کتم
کتم (به عربی: کتم) یک شهر در سودان است که در دارفور شمالی واقع شده‌است. کتم ۴۵٬۰۰۰ نفر جمعیت دارد.